# One Shot Not
One Shot Not est une émission musicale hebdomadaire (depuis le jeudi 14 janvier à 23 h) diffusée sur Arte depuis le vendredi 13 avril 2007. Elle est coprésentée par Manu Katché et Alice Tumler.
En début de saison 5, il a été précisé qu'Arte ne désirait pas continuer l'émission. Les dernières émissions ont été diffusées fin 2011.

## Concept
L'émission permet de découvrir des artistes de multiples courants musicaux au travers de sessions enregistrées. Jouer ensemble est une idée qui revient souvent et Manu essaie de créer des reprises, des rencontres avec les différents protagonistes d'une émission. Les réactions recueillies et montrées en fin d'émission font penser qu'il s'agit d'une réelle expérience positive pour les artistes invités.

L'idée originale de One Shot Not proviendrait d'une émission américaine du saxophoniste David Sanborn et du pianiste Jools Holland, appelé Night Music, créée en 1988, qui ne vécut que 2 années à cause du manque d'audience.
Jools partit sur BBC pour présenter une émission similaire appelé Later... with Jools Holland.

## Invités

### Première émission (mars 2007)
- Bryan Ferry, Air, Joss Stone, Kyle Eastwood, Lawrence "La" Rudd de Grand National

### Saison 1 (2008)
- Janvier : Calvin Russell, Craig Armstrong, Stacey Kent, Poni Hoax
- Février : Stephan Eicher, Keziah Jones, Stefano Di Battista, Baptiste Trotignon, Nada Surf, Tokunbo Akinro
- Mars : Manu Chao, Geoffrey Oryema, Supergrass, Duffy, Micky Green
- Avril : Camille, Jan Garbarek, Fink, The Heavy et Morley
- Mai : Playground, Richie Havens, dEUS, Jack Peñate, Gonzales, Jamie Lidell
- Juin : Keren Ann, The Moonshine Sessions, Tassel&Naturel, Syd Matters et Patrice

### Saison 2 (2008-2009)
- Septembre : David Sanborn, Roots Manuva, The Kooks, Colbie Caillat et Piers Faccini
- Octobre : La Contrabanda, Kenna, Joan as Police Woman, Calexico, Friendly Fires et Krystle Warren
- Janvier : Alela Diane, Katie Melua, Keziah Jones, Marcus Miller, Pascale Picard et Mark Robertson
- Février : The Virgins, The Kills, Randy Crawford, James Morrisson, Craig David, Anaïs
- Mars : Stuck in the Sound, Catherine Ringer, Lisa Ekdahl, Metronomy, Yodelice, Franck Avitabile
- Avril : Bloc Party, Bertrand Burgalat, Cheick Tidiane Seck, CirKus, The Asteroids Galaxy Tour, Izia
- Mai : David Byrne, Dan Black, Avishai Cohen, Fredo Viola, Mocky, Peaches
- Juin : Almo, Archive, Jean-Jacques Milteau, Kitty Daisy & Lewis, The Rakes
- Septembre : Chris Isaak, Hugh Coltman, Krystle Warren, Raul Midon, Eric Legnini Trio, Elbow
- Novembre : Ben Harper, Just Jack, Jarvis Cocker, Piers Faccini, Yaron Herman

### Saison 3 (2010)
- Episode 1 (14 jan.) : Charlie Winston, Madness, Skunk Anansie, Peter von Poehl, Kasabian
- Episode 2 (21 jan.) : Madness, Archie Shepp, Nouvelle Vague, Baaba Maal
- Episode 3 (28 jan.) : Phoenix, Cesária Évora, Starboard Silent Side, Ben Howard
- Episode 4 (04 fév.) : Noël McKoy, General Elektriks, Anouar Brahem, Fink
- Episode 5 (11 fév.) : Alice Russell, Skip the Use, Féfé & Patrice
- Episode 6 (25 fév.) : Florence and the Machine, Axel and the farmers, Richard Bona, Gurrumul
- Episode 7 (04 mar.) : Hindi Zahra, Rickie Lee Jones, Okou, Air
- Episode 8 (11 mar.) : Air, Little Boots, PSP, Thomas Dybdahl
- Episode 9 (18 mar.) : Corinne Bailey Rae, BirdPen, Manu Katché, Salif Keita
- Episode 10 (25 mar.) : Ben l'Oncle Soul, Beat Assaillant, Karima Francis, Gush
- Episode 11 (01 avr.) : Sting, Blood Red Shoes, Ballaké Sissoko
- Episode 12 (08 avr.) : Sting, Joss Stone, Holly Miranda, Keltic Tales, Tété
- Episode 13 (15 avr.) : Micky Green, Jehro, Andrew Roachford
- Episode 14 (22 avr.) : Natalie Williams, Lisa Hannigan, Craig Walker, Kurt Elling
- Episode 15 (29 avr.) : Robert Francis, Sarah Blasko, Golden Silvers, Rox
- Episode 16 (6 mai) : Carleen Anderson, She keeps Bees, Fun Lovin' Criminals, Foals
- Episode 17 (13 mai) : Two Door Cinema Club, Omar, Kyle Eastwood, Alvin and the 1015
- Episode 18 (20 mai) : Jamie Cullum, Babx, Scott Matthews

### Saison 4 (2011)
- Episode 1 (16 jan.) : Suzanne Vega, Ben Sidran, Anna Calvi, The Jolly Boys
- Episode 2 (31 jan.) : Seu Jorge, Sly Johnson, Fred Wesley, Midlake
- Episode 3 (13 fév.) : Jamaica, Sophie Hunger, Erik Truffaz, Peter Kingsbery
- Episode 4 (27 fév.) : Chk Chk Chk, Lloyd Cole, Asaf Avidan, Asha
- Episode 5 (13 mar.) : AaRON, Chilly Gonzales, Selah Sue, Baptiste Trotignon
- Episode 6 (27 mar.) : Susheela Raman, Amos Lee, Andreya Triana, James Vincent McMorrow
- Episode 7 (10 avr.) : The Dø, Portico Quartet, Medi, Rumer
- Episode 8 (24 avr.) : Bruno Mars, Yael Naïm, David Rhodes, Fyfe Dangerfield
- Episode 9 (8 mai) : The Kills, Marianne Faithfull, Paolo Fresu, Metronomy
- Episode 10 (22 mai) : The Black Keys, Raphael Gualazzi, Saul Williams, Yodelice

### Saison 5 (2011)
- Episode 1 (10 sep.) : Michel Jonasz, Aloe Blacc, Ben Howard, Imogen Heap
- Episode 2 (17 sep.) : Cake, Jarle Bernhoft, Stéphane Belmondo
- Episode 3 (01 oct.) : Gretchen Parlato, dEUS, Meshell Ndegeocello
- Episode 4 (15 oct.) : WU LYF, Fink, Versus, Gruff Rhys